# Čtyři D

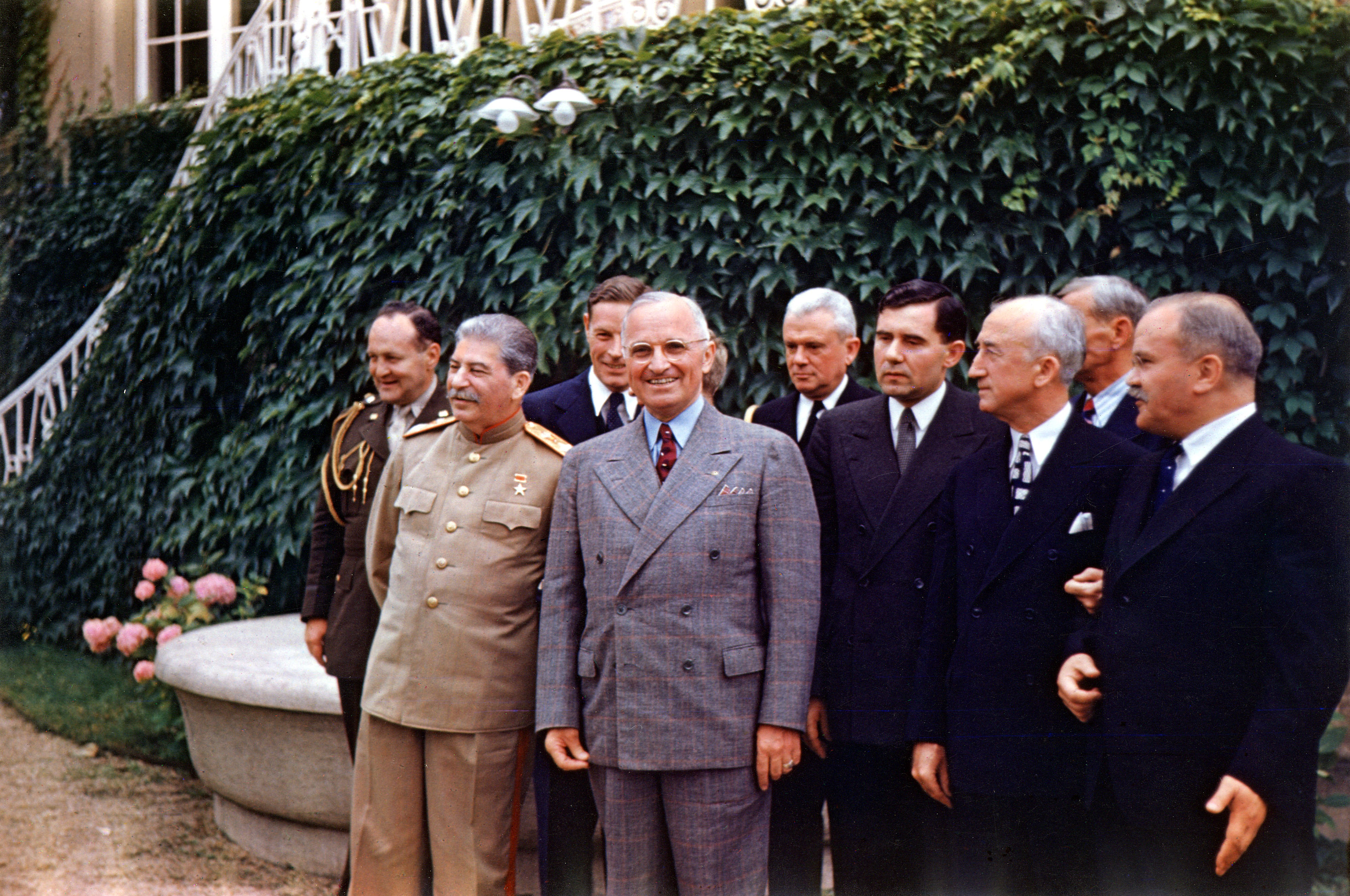
Prezident USA Harry S. Truman a vůdce SSSR Josif Stalin na Postupimské konferenci, kde byl dohodnut program čtyř D

Čtyři D (v angličtině Four Ds) je termín označující čtyři hlavní zásady spojenecké okupace Německa po druhé světové válce. Vyplynuly z Postupimské konference v červenci až srpnu 1945 a zahrnují: demilitarizaci, denacifikaci, decentralizaci a demokratizaci. Někteří historici k tomuto výčtu přidávají ještě dekartelizaci nebo deindustrializaci, čímž vznikl alternativní název Pět D.
Zatímco odzbrojení Wehrmachtu bylo dokončeno brzy po skončení bojů, zbývající principy byly v jednotlivých okupačních zónách uplatňovány s různými výsledky. V západních zónách bylo denacifikace dosaženo jen částečně, a to navzdory vysoce sledovaným norimberským procesům. Přesto byl brzy vytvořen federální a demokratický stát (SRN). V sovětské okupační zóně byla společnost očištěna od nacistických prvků důkladněji, ale po denacifikaci vznikl totalitní stát závislý na Sovětském svazu (NDR).

## Postupimská konference
V červenci 1945 se v paláci Cecilienhof v Postupimi nedaleko Berlína sešly delegace spojeneckých mocností, aby jednaly o reorganizaci okupovaného Německa. Kvůli počínajícím rozporům mezi SSSR a jeho anglofonními spojenci, Spojenými státy a Velkou Británií, se na konferenci nepodařilo dohodnout na komplexní dlouhodobé strategii. Dne 2. srpna 1945 však byla podepsána rezoluce známá jako Postupimská dohoda. Cílem politiky stanovené v dohodě bylo „navždy zbavit Německo jeho potenciálu k agresivní válce.“

## Čtyři D

### Demilitarizace
Nejbližším cílem spojeneckých sil byla úplná demilitarizace Německa. To zahrnovalo v nejranější fázi odzbrojení veškerého zbývajícího německého vojenského personálu. Podle vojenského historika Sheldona Goldberga se proces rozpuštění ozbrojených sil neukázal jako překážka, protože „většina vojáků jednoduše odhodila zbraně, zvedla ruce a vzdala se.“ Dalším aspektem demilitarizace mělo být zničení všech německých opevnění a válečného průmyslu. V dlouhodobém horizontu spojenci plánovali vymýtit z kulturního prostředí okupovaného obyvatelstva náznaky militarismu.

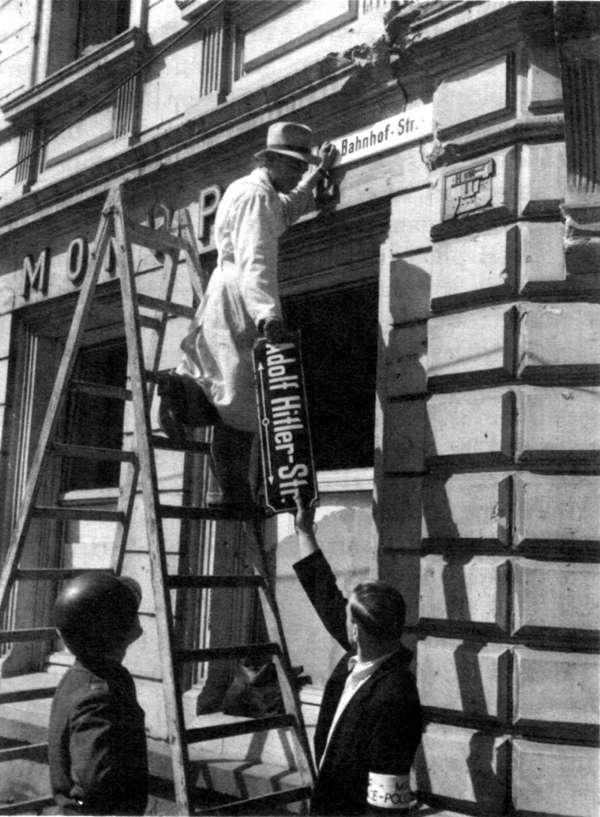
Dělníci odstraňují značku z bývalé „Adolf Hitler-Straße“ (dnes „Steinbrückstraße“) v Trevíru, 12. května 1945

### Denacifikace
Již před německou kapitulací v květnu 1945 bylo Spojencům jasné, že Německo bude muset být očištěno od národního socialismu a jeho vlivu. Jejich nejbližším opatřením bylo zahájení série vojenských tribunálů v Norimberku, které měly soudit osoby odpovědné za holocaust a válečné zločiny spáchané Wehrmachtem. V západních okupačních zónách byly vytvořeny Spruchkammern, výbory německých občanů, kteří se nepodíleli na zločinech Třetí říše. Jejich účelem bylo určit míru spoluviny jednotlivých sympatizantů nacismu a vynést tresty. Západní okupanti plánovali v dlouhodobém horizontu převýchovu německého obyvatelstva k liberální a demokratické společnosti.

### Decentralizace
Ačkoli Německo mělo dlouhodobě kořeny v decentralizované vládě, jak Výmarská republika, tak Třetí říše zaznamenaly nárůst moci v rukou ústřední vlády v Berlíně. Spojenecká kontrolní rada, společný vládní orgán okupačních států, se snažila tento trend zvrátit vytvořením federálních struktur podobných těm ve Spojených státech. Jejich politika vedla k vytvoření několika nových spolkových celků (Bundesländer) a ke zrušení Svobodného státu Prusko, který byl dominantním státem v předchozích dvou ústavních modelech.

### Demokratizace
Postupimská dohoda stanovila, že Německo by mělo být nakonec obnoveno na mírovém a demokratickém základě. V roce 1946 se v oblastech obsazených západními spojenci konaly regionální a zemské volby. Tento proces demokratického vývoje vyvrcholil v roce 1949 západoněmeckými spolkovými volbami, které uspořádala nově vzniklá Spolková republika Německo. Demokratické instituce se však nevyvíjely po paralelní trajektorii v sovětské okupační zóně, kde pod vlivem SSSR vznikl stát jedné strany.

## Odkaz
Historik Edgar Wolfrum píše, že 4D byla obecně úspěšná, a poukazuje zejména na naprostý úspěch spojenecké demilitarizace. Uvádí také, že denacifikace byla úspěšná jen částečně a že v 50. letech se mnoho nacistických kolaborantů zcela vyhnulo trestnímu stíhání. V dlouhodobém horizontu však spojenecké převýchovné úsilí vedlo k tomu, co Wolfrum označuje jako „civilizační proces“ německého obyvatelstva. Na sovětském okupovaném území se ukazuje jiný obraz: zatímco denacifikace byla mnohem důkladnější než na Západě, příslib demokratizace byl nahrazen komunistickou diktaturou.